# T Lyncis
T Lyncis är en pulserande variabel av Mira Ceti-typ  i stjärnbilden Lodjuret. 
Stjärnan varierar mellan magnitud +8,8 och 13,5 med en period av 406 dygn.